# Залежна і незалежна змінні
Зале́жна змі́нна —
1. У математичному моделюванні — змінна, яка розраховується за модельним рівнянням або відповідними правилами з використанням незалежних змінних (вхідних даних).
2. Змінна, величина якої є чутливою до змін незалежних змінних. Наприклад, в експерименті, де тиск пари рідини вимірюється при кількох різних температурах, температура є незалежною змінною, а тиск — залежною.

Незале́жна змі́нна — в експерименті змінна, яка вибирається експериментатором з метою з'ясувати її вплив на залежну змінну. Незалежна змінна в планованому експерименті не повинна залежати від інших вхідних параметрів.

## Статистичні синоніми
Залежно від контексту, незалежну змінну часом називають «змінною передбачувачем» (англ. "predictor variable"), «регресором» (англ. "regressor"), коваріатою (англ. covariate), «контрольованою змінною», «маніпульованою змінною», «описовою змінною» (англ. "explanatory variable"), англ. "exposure variable" (див. теорія надійності), «фактор ризику» (див. медична статистика), «ознака» (в машинному навчані та розпізнаванні образів) чи «вхідна змінна.»